# Heston Kjerstad
Heston Sawyer Kjerstad (Amarillo, 12 de fevereiro de 1999) é um defensor externo americano que atua pelo Baltimore Orioles da Major League Baseball (MLB). Foi selecionado no draft de 2020 com a segunda escolha geral após uma carreira bem-sucedida na equipe de beisebol da Universidade do Arkansas. Assinou com a equipe por 5,2 milhões de dólares em 30 de junho de 2020.